# Улица Дыбенко (Москва)
У́лица Дыбе́нко — улица в Северном административном округе Москвы в районе Ховрино. Проходит с юга на север от перекрестка с Беломорской улицей, Петрозаводской улицей и улицей Лавочкина (которая является продолжением улицы Дыбенко) до перекрестка с круговым движением с Зеленоградской улицей и Библиотечным проездом.
Нумерация домов начинается с южного окончания улицы.

## Происхождение названия
Прежнее название улицы — Проектируемый проезд № 4934. Нынешнее название улица получила в 1964 г. в честь революционера Павла Ефимовича Дыбенко.

## Описание
После реконструкции улица стала двухполосной в каждом направлении (расширение на три полосы при движении из области близ перекрёстка с улицами Петрозаводской, Лавочкина, Беломорской) с конструктивно выделенной разделительной полосой. На улице Дыбенко имеются остановки общественного транспорта: «15-й таксомоторный парк» (при движении в область; для транспорта в направлении метро «Речной вокзал» одноимённая остановка располагается на улице Лавочкина), «Улица Дыбенко, дом 16», «Улица Дыбенко, дом 28», «Метро Ховрино». Пешеходный переход возле остановки «Улица Дыбенко, дом 28» оборудован светофором, пешеходный светофор установлен на перекрестке с ул. Петрозаводской, остальные пешеходные переходы — нерегулируемые. В разделительной полосе имеется 2 места разворота для автотранспорта, расположенных неподалёку от концов улицы.

## История
Застройка улицы началась в 60-е годы XX века: были построены 5-этажные хрущёвки для городского жилищного фонда и 12-этажные дома серии II-18 в основном как ЖСК.
В конце 80-х—начале 90-х после строительства Библиотечного путепровода и модернизации развязки с МКАД улица стала важной магистралью для въезда в г. Москву. Появились маршруты пригородных автобусов 344 и 368 с индексом «к» (короткий маршрут), следующие из района Левобережный г. Химок и из г. Долгопрудного соответственно по улице Дыбенко (до этого «длинные» маршруты проходили по Ленинградскому шоссе). Впоследствии только «короткие» варианты маршрутов были сохранены, утратив индекс «к».
В 2004—2009 гг улица подверглась радикальной реконструкции: теплотрасса вдоль улицы, проложенная ранее наземным способом, была убрана под землю, пропускная способность магистрали была увеличена за счет добавления дополнительной проезжей части на месте теплотрассы (прежняя часть улицы при этом стала предназначена для движения только в сторону области), были снесены практически все пятиэтажные здания и на их месте построены новые дома, в основном серии П-44Т, 12-этажные здания подверглись капитальному ремонту с заменой внутренних инженерных коммуникаций и внешней отделкой с единообразным оформлением балконов и утеплением с последующей установкой вентилируемых фасадов.

## Примечательные здания и сооружения
Мемориальная доска в память Павла Ефимовича Дыбенко была установлена на доме № 2 по ул. Дыбенко. После сноса этого пятиэтажного дома и строительства на его месте нового многоквартирного установлена мемориальная табличка.
Практически все здания на улице Дыбенко расположены по чётной стороне, на нечётной располагаются лишь гаражи и конно-спортивная база ЦСКА.
АЗС (дом 9) формально относится к улице Дыбенко, однако расположена по другую сторону перекрёстка с круговым движением.
- № 2а — детский сад 2528;
- № 2 — Отделение Пенсионного фонда по Москве и Московской области, управление Ленинградское;
- № 5 — Конно-спортивный комплекс ЦСКА;
- № 7 стр. 1 — Международный автовокзал «Северные Ворота»;
- № 9 — АЗС Московской топливной компании;
- № 30 — жилой дом. Здесь в 1965—1983 годах жил клоун Михаил Шуйдин[1];
- № 40 — жилой дом. Здесь жил лингвист Исаак Ревзин[2];
- № 34А — детский сад 2574.

.

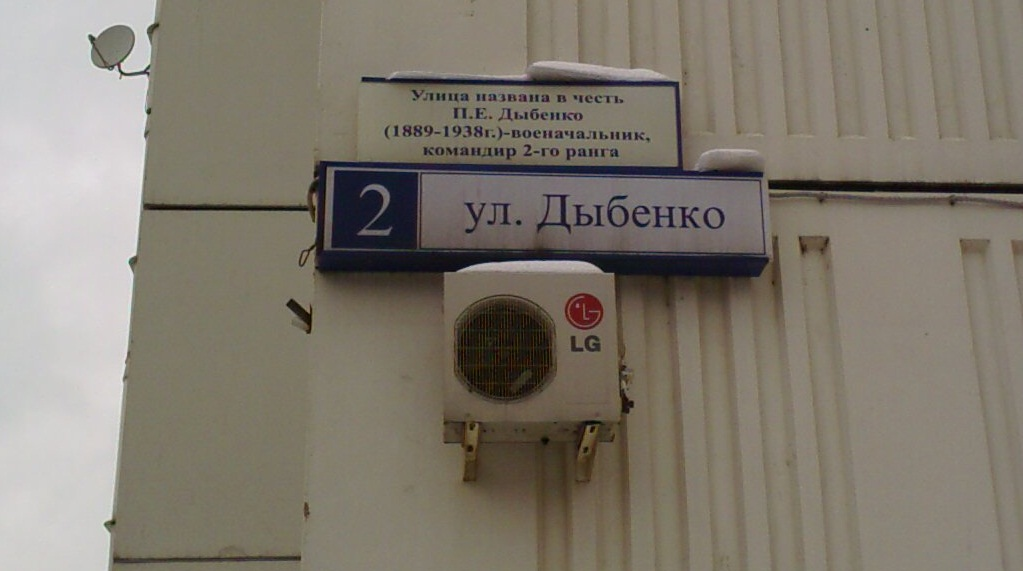
Мемориальная табличка на доме № 2. Воинское звание Дыбенко указано некорректно: П. Е. Дыбенко закончил службу командармом 2-го ранга, звания «командир 2-го ранга» никогда не существовало.
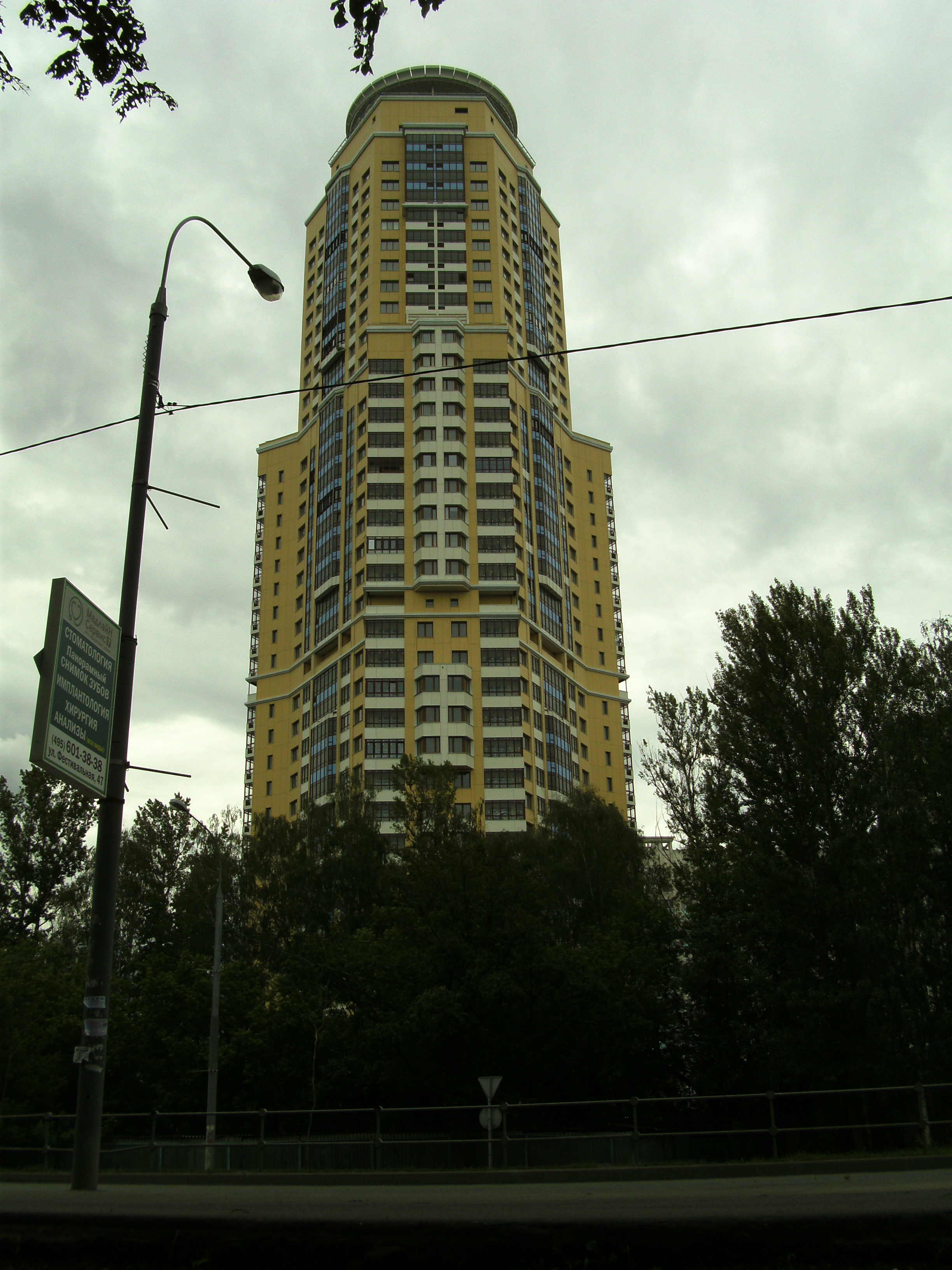
40-этажный жилой дом (ЖК «Корона Севера») № 38 к. 1 — самый высокий жилой дом в САО. Архитекторы А. А. Попов и А. Н. Горелкин
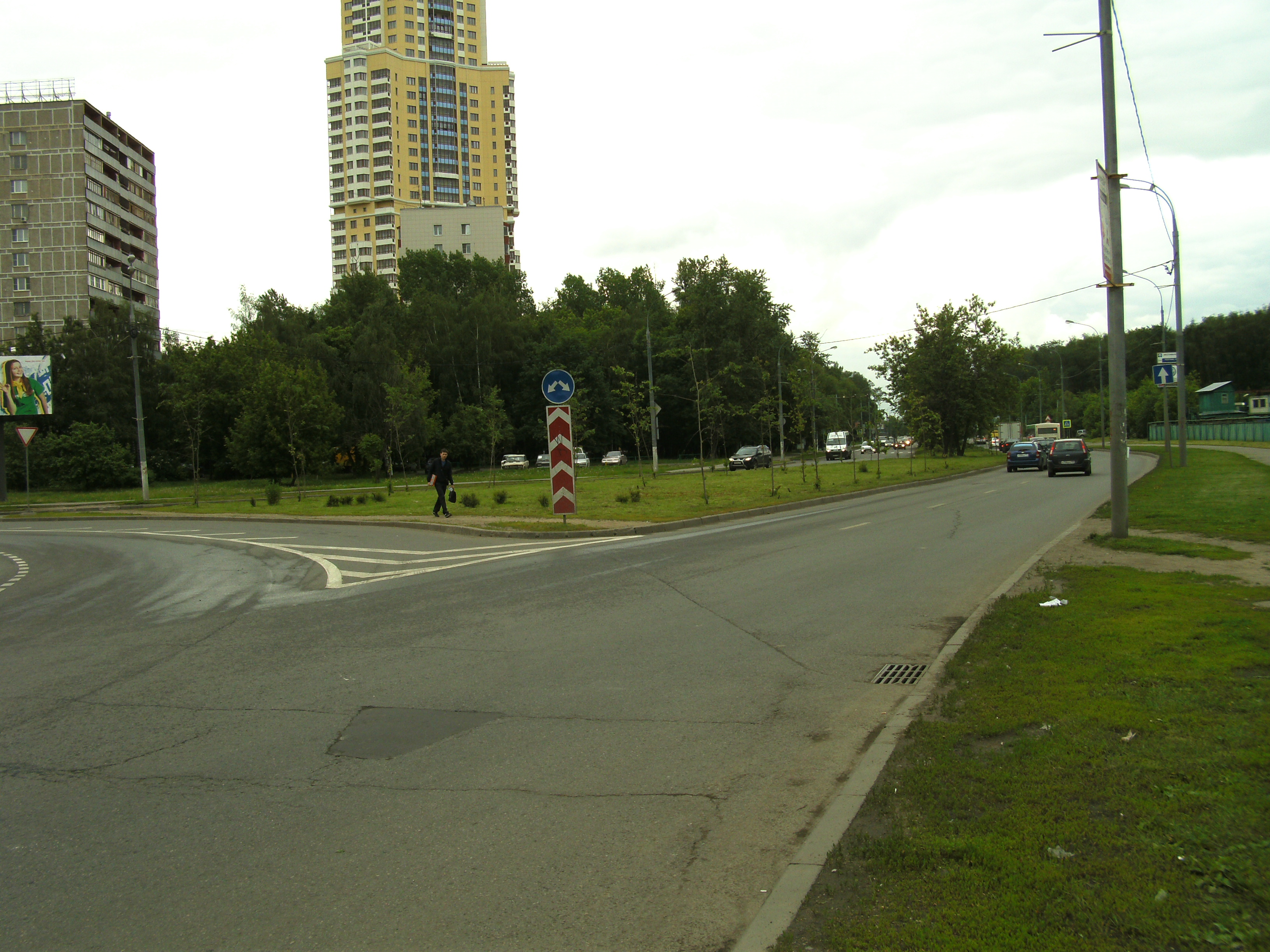
Конец улицы

## Транспорт
В северной части улицы расположена станция метро  Ховрино.
По улице проходят автобусные маршруты:
Городские
- 65:  Водный стадион —  Ховрино — Левобережная улица
- 188:  Речной вокзал — Станция Ховрино —  Ховрино —  Речной вокзал
- 270: Лобненская улица —  Ховрино —  Речной вокзал
- 338:  Речной вокзал — Смольная улица —
- е41: Зеленоград (Северная) —  Ховрино —  Речной вокзал
- 559:  Алтуфьево —  Ховрино —  Речной вокзал
- 673: Бусиново —  Ховрино —  Речной вокзал
- 745:  Речной вокзал —  Ховрино — Станция Ховрино —  Речной вокзал
- 958:  Речной вокзал —  Ховрино — Куркино — Городок ЮРМА

Пригородные
- 344, 344к: Химки (Платформа Левобережная) —  Ховрино —  Речной вокзал
- 344с: Химки (Совхозная улица) —  Ховрино —  Речной вокзал
- 368: Долгопрудный (Платформа Долгопрудная) —  Ховрино —  Речной вокзал

## Факты
- На улице Дыбенко отсутствуют отделения почты, школы.
- 21 ноября 2013 года состоялись слушания по вопросу переименования улицы Дыбенко в Ховринскую, инициированные управой района Ховрино[3], по состоянию на март 2015 года их результат не известен, улица существует под прежним названием.